# Ralytupa angusta
Ralytupa angusta är en tvåvingeart som beskrevs av Loïc Matile 1975. Ralytupa angusta ingår i släktet Ralytupa och familjen platthornsmyggor. Inga underarter finns listade i Catalogue of Life.